# Politica dell'equilibrio

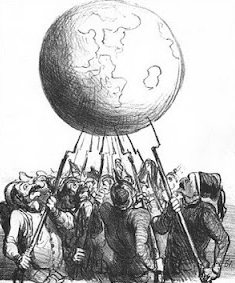
La politica dell'equilibrio, opera del 1866 di Honoré Daumier in cui il globo terracqueo è rappresentato precariamente in bilico su delle baionette

Nel linguaggio storico-diplomatico il termine politica dell'equilibrio nelle relazioni internazionali tra le potenze indica la politica perseguita nella storia europea da alcuni Stati (tipicamente dalla Gran Bretagna tra Settecento e Novecento) per impedire l'emergere sul continente di una potenza egemone (come ad esempio la Francia napoleonica o la Germania guglielmina o hitleriana) tale da sconvolgere la pace e l'equilibrio tra gli Stati europei stessi.

## Teoria
Questo tipo di politica venne per la prima volta teorizzata e praticata tra gli Stati della penisola italiana nel corso del XV secolo. Il termine ha un corrispettivo nell'inglese, ovvero: balance of power e, per il tramite della storia diplomatica anglosassone, è entrato nella dottrina delle relazioni internazionali.

## Storia
Una politica per preservare un equilibrio tra i diversi Stati di un sistema, come obiettivo costante della propria politica estera, venne conosciuta e praticata sin nel mondo antico, ma riapparve costantemente nell'Europa post-medioevale, anzitutto tra gli Stati della penisola italiana.
Nel XV secolo infatti Francesco Sforza, dopo essersi assicurato il trono di duca di Milano, per continuare a mantenerlo, fu il primo governante a perseguire una simile politica che venne sancita dalla pace di Lodi del 1454 (che in sostanza garantì un cinquantennio di pace, equilibrio e stabilità tra i cinque principali Stati italiani dell'epoca: Repubblica di Venezia, Stato della Chiesa, Regno di Napoli, Ducato di Milano e Repubblica di Firenze). Bisogna però ricordare che spesso gli storici attribuirono questa innovazione politica agli esponenti della dinastia dei Medici che governavano Firenze, anche perché le azioni di questi ultimi vennero ben descritte e perpetuate da noti scrittori e storici fiorentini dell'epoca, come Niccolò Machiavelli e Francesco Guicciardini.
A partire dal XVI e XVII secolo, una politica dell'equilibrio divenne l'obbiettivo costante prima del Regno d'Inghilterra e quindi della Gran Bretagna (dopo l'unione con la Scozia). Infatti gli inglesi intervennero costantemente nella lotta tra la monarchia austro-spagnola e quella francese, che aspiravano alla supremazia europea, per impedire che una delle due prevalesse. Essi intervennero direttamente prendendo le parti dell'una o dell'altra potenza, a seconda della propria convenienza, o anche stringendo accordi con altre potenze, come Portogallo, Impero ottomano e Paesi Bassi. Questa politica di grandi alleanze raggiunse il suo apice contro l'espansionismo del re di Francia Luigi XIV (guerra della lega d'Augusta) e spesso venne perseguita da parte dei britannici, tramite il pagamento di cospicue sovvenzioni agli alleati, affinché mettessero in campo eserciti contro i comuni nemici.
Nel XVIII secolo la situazione condusse a una specie di quintetto tra le potenze, con le cinque maggiori di esse (Francia, Gran Bretagna, Austria, Prussia e Russia) che cambiarono molte volte le loro alleanze, per prevenire che una sola nazione o alleanza conquistasse l'egemonia. Nel XIX secolo, dopo il periodo napoleonico e il congresso di Vienna, le grandi potenze europee istituzionalizzarono l'equilibrio, concordando incontri periodici per appianare i contrasti (il cosiddetto concerto d'Europa), tanto che per circa un secolo vennero evitati conflitti su scala continentale. Ciò comunque non impedì la rottura dell'equilibrio instauratosi e portò, alla fine, allo scoppio del primo conflitto mondiale che ruppe definitivamente il vecchio equilibrio di potenza europeo.
Nel periodo turbolento tra le due guerre mondiali (anni venti e trenta), non si riuscì a ristabilire un nuovo equilibrio a causa dei molti e grossolani errori inclusi nel trattato di Versailles e della politica di revisione dei trattati intrapresa da molti Stati il più aggressivo dei quali fu la Germania nazista. Questa incapacità portò alla fine allo scoppio del secondo conflitto mondiale.